# Ејвон (Колорадо)
Ејвон (енгл. Avon) град је у америчкој савезној држави Колорадо.

## Демографија
По попису из 2010. године број становника је 6.447, што је 886 (15,9%) становника више него 2000. године.
| Група             | 2000.         | 2010.         |
| Белци             | 3.174 (57,1%) | 3.080 (47,8%) |
| Афроамериканци    | 44 (0,8%)     | 113 (1,8%)    |
| Азијати           | 55 (1,0%)     | 69 (1,1%)     |
| Хиспаноамериканци | 2.222 (40,0%) | 3.158 (49,0%) |
| Укупно            | 5.561         | 6.447         |